# Championnats d'Afrique de judo 2023
Navigation
Édition précédente Édition suivante
Les Championnats d'Afrique de judo 2023 se déroulent du 6 au 10 septembre 2023 au Complexe sportif Mohammed V de Casablanca, au Maroc.
La compétition est une étape de qualification pour les Jeux olympiques de 2024.

## Podiums

### Femmes
| Épreuves                          | Or                                 | Argent                             | Bronze                     |
| --------------------------------- | ---------------------------------- | ---------------------------------- | -------------------------- |
| Moins de 48 kg poids super-légers | Oumaima Bedioui (TUN)              | Aziza Chakir (MAR)                 | Geronay Whitebooi (RSA)    |
| Moins de 48 kg poids super-légers | Oumaima Bedioui (TUN)              | Aziza Chakir (MAR)                 | Amira Ben Ayed (TUN)       |
| Moins de 52 kg poids mi-légers    | Soumiya Iraoui (MAR)               | Faïza Aissahine (ALG)              | Charné Griesel (RSA)       |
| Moins de 52 kg poids mi-légers    | Soumiya Iraoui (MAR)               | Faïza Aissahine (ALG)              | Rahma Tibi (TUN)           |
| Moins de 57 kg poids légers       | Mariana Esteves (GUI)              | Zouleiha Abzetta Dabonné (CIV)     | Jasmine Martin (RSA)       |
| Moins de 57 kg poids légers       | Mariana Esteves (GUI)              | Zouleiha Abzetta Dabonné (CIV)     | Andreza Antonio (ANG)      |
| Moins de 63 kg poids mi-moyens    | Amina Belkadi (ALG)                | Diassonema Mucungui (ANG)          | Dounia Slimani (MAR)       |
| Moins de 63 kg poids mi-moyens    | Amina Belkadi (ALG)                | Diassonema Mucungui (ANG)          | Nadia Guimendego (CAF)     |
| Moins de 70 kg poids moyens       | Aina Laura Rasoanaivo Razafy (MAD) | Maria Niangi (ANG)                 | Oulaya Khairi (MAR)        |
| Moins de 70 kg poids moyens       | Aina Laura Rasoanaivo Razafy (MAD) | Maria Niangi (ANG)                 | Nihel Bouchoucha (TUN)     |
| Moins de 78 kg poids mi-lourds    | Marie Branser (GUI)                | Georgika Wesly Djengue Moune (CMR) | Ange Ciella Niragira (BDI) |
| Moins de 78 kg poids mi-lourds    | Marie Branser (GUI)                | Georgika Wesly Djengue Moune (CMR) | Arij Akkab (TUN)           |
| Plus de 78 kg poids lourds        | Sarra Mzougui (TUN)                | Richelle Anita Soppi Mbella (CMR)  | Tracy Durhone (MRI)        |
| Plus de 78 kg poids lourds        | Sarra Mzougui (TUN)                | Richelle Anita Soppi Mbella (CMR)  | Monica Sagna (SEN)         |

### Hommes
| Épreuves                          | Or                         | Argent                       | Bronze                      |
| --------------------------------- | -------------------------- | ---------------------------- | --------------------------- |
| Moins de 60 kg poids super-légers | Youssry Samy (EGY)         | Adel Hamada (EGY)            | Simon Zulu (ZAM)            |
| Moins de 60 kg poids super-légers | Youssry Samy (EGY)         | Adel Hamada (EGY)            | Moussa Diop (SEN)           |
| Moins de 66 kg poids mi-légers    | Mohamed Abdelmawgoud (EGY) | Abderrahmane Boushita (MAR)  | Aziz Harbi (TUN)            |
| Moins de 66 kg poids mi-légers    | Mohamed Abdelmawgoud (EGY) | Abderrahmane Boushita (MAR)  | Ahmed Abdelrahman (EGY)     |
| Moins de 73 kg poids légers       | Messaoud Dris (ALG)        | Hassan Doukkali (MAR)        | Alaeddine Ben Chalbi (TUN)  |
| Moins de 73 kg poids légers       | Messaoud Dris (ALG)        | Hassan Doukkali (MAR)        | Faye Njie (GAM)             |
| Moins de 81 kg poids mi-moyens    | Achraf Moutii (MAR)        | Abdelrahman Abdelghany (EGY) | Abdelrahman Mohamed (EGY)   |
| Moins de 81 kg poids mi-moyens    | Achraf Moutii (MAR)        | Abdelrahman Abdelghany (EGY) | Ahmed El Meziati (MAR)      |
| Moins de 90 kg poids moyens       | Omar Elramly (EGY)         | Abderahmane Diao (SEN)       | Rémi Feuillet (MRI)         |
| Moins de 90 kg poids moyens       | Omar Elramly (EGY)         | Abderahmane Diao (SEN)       | Ryan Dacosta (SEN)          |
| Moins de 100 kg poids mi-lourds   | Mustapha Bouamar (ALG)     | Libasse Ndiaye (SEN)         | Koussay Ben Ghares (TUN)    |
| Moins de 100 kg poids mi-lourds   | Mustapha Bouamar (ALG)     | Libasse Ndiaye (SEN)         | Ahmed Fayad (EGY)           |
| Plus de 100 kg poids lourds       | Mbagnick Ndiaye (SEN)      | Bubacar Mane (GBS)           | Mohamed El Mehdi Lili (ALG) |
| Plus de 100 kg poids lourds       | Mbagnick Ndiaye (SEN)      | Bubacar Mane (GBS)           | Mohammed Lahboub (MAR)      |

### Par équipes
| Épreuves | Or      | Argent | Bronze   |
| -------- | ------- | ------ | -------- |
| Mixte    | Algérie | Maroc  | Cameroun |
| Mixte    | Algérie | Maroc  | Angola   |

## Tableau des médailles
- Pays organisateur ( Maroc)

| Rang  | Nation                    | Or | Argent | Bronze | Total |
| ----- | ------------------------- | -- | ------ | ------ | ----- |
| 1     | Algérie                   | 4  | 1      | 1      | 6     |
| 2     | Égypte                    | 3  | 2      | 3      | 8     |
| 3     | Maroc                     | 2  | 4      | 4      | 10    |
| 4     | Tunisie                   | 2  | 0      | 7      | 9     |
| 5     | Guinée                    | 2  | 0      | 0      | 2     |
| 6     | Sénégal                   | 1  | 2      | 3      | 5     |
| 7     | Madagascar                | 1  | 0      | 0      | 1     |
| 8     | Angola                    | 0  | 2      | 2      | 4     |
| 9     | Cameroun                  | 0  | 2      | 1      | 3     |
| 10    | Côte d'Ivoire             | 0  | 1      | 0      | 1     |
| 10    | Guinée-Bissau             | 0  | 1      | 0      | 1     |
| 12    | Afrique du Sud            | 0  | 0      | 3      | 3     |
| 13    | Maurice                   | 0  | 0      | 2      | 3     |
| 14    | Burundi                   | 0  | 0      | 1      | 1     |
| 14    | Gambie                    | 0  | 0      | 1      | 1     |
| 14    | République centrafricaine | 0  | 0      | 1      | 1     |
| 14    | Zambie                    | 0  | 0      | 1      | 1     |
| Total | Total                     | 15 | 15     | 30     | 60    |